# 両國宏
両國 宏（りょうごく ひろし、1971年6月6日 - ）は、日本の俳優、井筒部屋所属の元大相撲力士。大相撲時代の四股名は祥映斗 宏務（しょうえいと ひろし）。鹿児島県姶良郡横川町（現在の霧島市）出身。身長180cm、体重94kg。両國エンタープライズ所属。業務提携　株式会社Katana。

## 人物
大相撲時代の最高位は幕下3枚目、体重111kg。
三段目時代、優勝経験あり。
エス・プログレス、Stone Valley株式会社を経て、現在は両國エンタープライズ所属。
趣味・特技は、アクション殺陣、バランスボール乗り、釣り・フットサル・ゴルフ（ベストスコア87）バレーボール、水泳、筋トレ、SUP。
普通自動車、大型二輪、二級船舶

## 略歴
- 1983年 水泳50m自由形、鹿児島大会優勝。
- 1987年 15歳で井筒部屋に入門し、春場所初土俵。
- 1993年 初場所・三段目優勝（全勝）。
- 1994年 秋場所に「霧の若」（同郷で部屋の兄弟子霧島の若い頃に似ているので付けられた。）から「祥映斗」に改名。
- 1996年 九州場所で最高位の東幕下三枚目に上がる。
- 1999年 夏場所にて引退（稽古で首を痛める。これが低迷の原因となった）。のちに俳優に転向。
- 2004年 芸名を本名の「村田宏」から「両國宏」に改名。

## 大相撲時代

### 四股名の由来
祥映斗の由来は「祥 = 勝」「映斗 = 8」 であり、毎場所必ず8勝 （すなわち、関取で勝ち越し）出来るようにという願いから付けられた。しかし、四股名に込めた願いもむなしく、関取昇進を果たせぬまま志半ばで引退した。

### 主な成績
- 通算成績：255勝237敗19休（74場所）
- 各段優勝：三段目1回（1993年1月場所）

### 改名歴
- 村田 宏（むらた ひろし）1987年3月場所 - 1989年3月場所
- 霧の若 宏（きりのわか ひろし）1989年5月場所 - 1994年7月場所
- 祥映斗 宏務（しょうえいと ひろし）1994年9月場所 - 1999年5月場所

## 出演

### テレビドラマ
- ごくせん（NTV、2002・2003・2005・2008・2009年） - 菅原誠役
- 水戸黄門（TBS）
  - 第31部 第3話「清水湊の大勝負! -江尻-」（2002年10月28日） - 佐平役 ※村田宏名義
  - 第36部 第12話「母と呼ばせた大相撲 -出雲-」（2006年10月23日） - 吉野山与兵衛役
  - 第38部 第18話「駆け落ち妻の目に涙 -駿府-」（2008年5月19日） - 仁助役
  - 第39部 第21話「狙え 一攫千金 -堺-」（2009年3月16日） - 寅蔵役
  - 第40部 第10話「赤い恐怖!心の叫び -久保田-」（2009年10月12日） - 寺山源八役
  - 第41部 第8話「貞淑妻の意外な過去 -奈良-」（2010年5月31日） - 権六役
  - 第42部 第19話「恋でつないだ権兵衛峠 -伊那-」（2011年2月28日） - 大吉役
  - 最終回スペシャル (2011年12月19日） - 弥兵衛役
- 痛快!三匹のご隠居（ANB、1999年）
- 金曜エンタテイメント（CX）
  - 山村美砂サスペンス 京都祇園芸妓シリーズ6京絵皿殺人事件（2000年)
  - 山村美砂サスペンス 花瀬ちなつの殺人スクープ〜京都・大阪・神戸を結ぶ謎〜（2000年）
- 昔の男（TBS、2001年）
- プリティーガール（TBS、2002年)
- オヤジ探偵2（ANB、2002年)
- 車椅子の弁護士・水島威パート9（ANB、2002年)
- 子連れ狼（ANB、2002年)
- 一攫千金夢家族2（TBS、2003年)
- 大河ドラマ（NHK）
  - 武蔵 MUSASHI（2003年）
  - 新選組!（2006年）
  - 龍馬伝（2010年） - 孫六役
  - 花燃ゆ（2015年）
- デパ地下の女（NTV、2004年）
- 新・警視庁女性捜査班（EX、2004年）
- 歌姫探偵2（CX、2004年）
- アンナさんのおまめ〜美人のおまけ〜（ANB、2006年）
- 逃亡者おりん（TX、2007年）
- 拝啓、父上様（CX、2007年）
- 東京タワー 〜オカンとボクと、時々、オトン〜（CX、2007年）
- 郷土の偉人シリーズ 押し相撲の名大関 栃光正之‐真実一路・待ったなし（TKU、2007年10月28日）[1]
- 柳生十兵衛七番勝負 最後の闘い（NHK、2007年）
- コールセンターの恋人 第9話ゲスト主演（ANB、2009年）
- 大岡越前2 第9話（NHK BSプレミアム、2014年） - 権太 役
- 大岡越前8 第2話（NHK BSプレミアム、2025年） - 寅次役
- 佐武と市捕物控（BS日テレ、2016年）
- ブシメシ 第3話（NHK BSプレミアム、2017年） - 立石藩力士雲海 役
- ナンバMG5 第3話（2022年5月4日、フジテレビ）- つなぎの男 役

### バラエティ
- 大笑点（大相撲汐留場所）（日本テレビ）2006・2007年-第一回大会優勝(同チーム草野仁・山口達也）
- シュンカン（日本テレビ）
- ニッポン釣りの旅（NHK）
- トークサバイバー7話　(Netflix )ヤクザ役

### 映画
- ミナミの帝王
- 極道の妻たち
- Scratch!（2002年12月14日公開）
- あゝ!一軒家プロレス（2004年公開）
- 魁!!男塾（2008年1月公開） - 関東豪学連 両国
- ごくせん THE MOVIE（2009年7月11日公開） - 大江戸一家舎弟 菅原誠
- カイジ（2009年10月10日公開） - 黒服
- 猿ロック THE MOVIE（2010年2月27日公開）
- ザ・ボディーガード（2010年3月6日公開）
- 東京ノワール（2018年8月4日公開、ヤマシタマサ監督） - 山城 役[2][3]
- 劇場版 ACMA:GAME 最後の鍵 (2024年10月25日公開)  -桐山役

### 舞台
- 初蕾（2004年、芸術座）
- 大吉夢家族〜恋はいつでもサンバのリズムで!〜（2005年、帝国劇場）
- 女たちの忠臣蔵（2006年、明治座 / 名鉄ホール）
- 水戸黄門（2007・2008年、明治座 / 御園座）
- 黒革の手帖（2009年、明治座）
- 大奥 (劇作品)（2010年6月2日 - 27日、明治座 / 7月3日 - 27日、博多座）
- Letter（2011年8月31日 - 9月4日、恵比寿・エコー劇場）
- 舞台 サルまん（2021年、下北沢小劇場B1） - 佐藤治 役
- 舞台 魁!!男塾（2022年、渋谷区文化総合センター大和田 伝承ホール）月光 役[4]
- 前田慶次 かぶき旅 STAGE&LIVE〜肥後の虎・加藤清正編〜（2024年、シアターH 他） - シカトリス船長 役[5]
- 刃牙 THE GRAPPLER STAGE -地下闘技場編-（2024年、新宿FACE） - 範馬勇次郎 役[6]

### Vシネマ
- 松方弘樹の名奉行金さん2009（GPミュージアム）
- 大強盗〜ギャングな奴ら〜（2010年1月、GPミュージアム）
- 大強盗〜ギャングな奴ら〜完結編（2010年2月、GPミュージアム）
- 殺しの挽歌（2010年3月、GPミュージアム）
- ザ・ボディーガード（2010年3月、GPミュージアム）
- ザ・ボディーガード 完結編（2010年4月、GPミュージアム）
- ギャングコネクション（2010年、GPミュージアム）
- 日本統一6,7,8,9（2014年8月 - 2015年2月、オールイン エンタテインメント） - 大阪 北仁会会長 金澤宏之
- 破門組1・2（2015年、オールイン エンタテインメント） - 山王会系市原会組員 松岡勇三

### ナレーション
- AI BRAND NEW STORY（テレビ朝日、2007年）
- 野鳥JAPAN（BSジャパン、2007 - 2008年）
- オフタイム 週末の自由人（BSジャパン、2008年 -）

### ラジオドラマ
- ウォータマン（NHK-FM、2006年）
- 古事記〜まほろば篇〜（NHK-FM、2006年）